# Cantón de Andrésy
El cantón de Andrésy (en francés canton d'Andrésy) era una división administrativa francesa, que estaba situada en el departamento de Yvelines, de la región de Isla de Francia.

## Composición
El cantón estaba formado por tres comunas:
- Andrésy
- Chanteloup-les-Vignes
- Maurecourt

## Supresión del cantón
En aplicación del decreto n.º 2014-214 del 21 de febrero de 2014, el cantón de Andrésy fue suprimido el 1 de abril de 2015 y sus comunas pasaron a formar parte del nuevo cantón de Conflans-Sainte-Honorine.